# استانیسواف ایگناتسی ویتکیویچ
استانیسواف ایگناتسی ویتکیویچ (لهستانی: Stanisław Ignacy Witkiewicz; Polish: [staˈɲiswaf iɡˈnatsɨ vʲitˈkʲɛvʲitʂ]؛ ۲۴ فوریهٔ ۱۸۸۵ – ۱۸ سپتامبر ۱۹۳۹) معروف به ویتکاسی، نویسنده، نقاش، نمایشنامه‌نویس، فیلسوف، عکاس اهل لهستان بود.

## نمونه آثار هنری

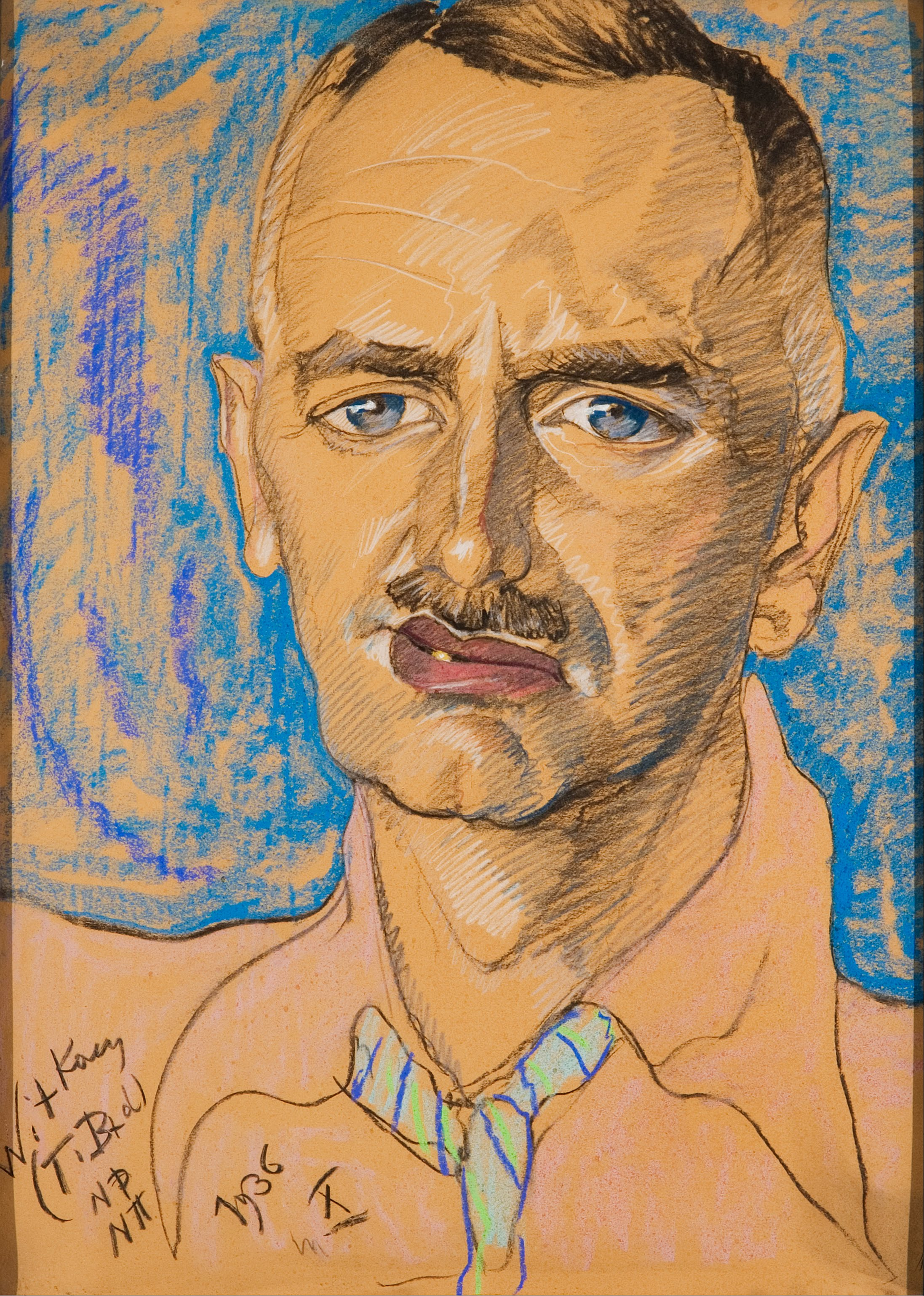
Jadwiga Janczewska, Zakopane 1913
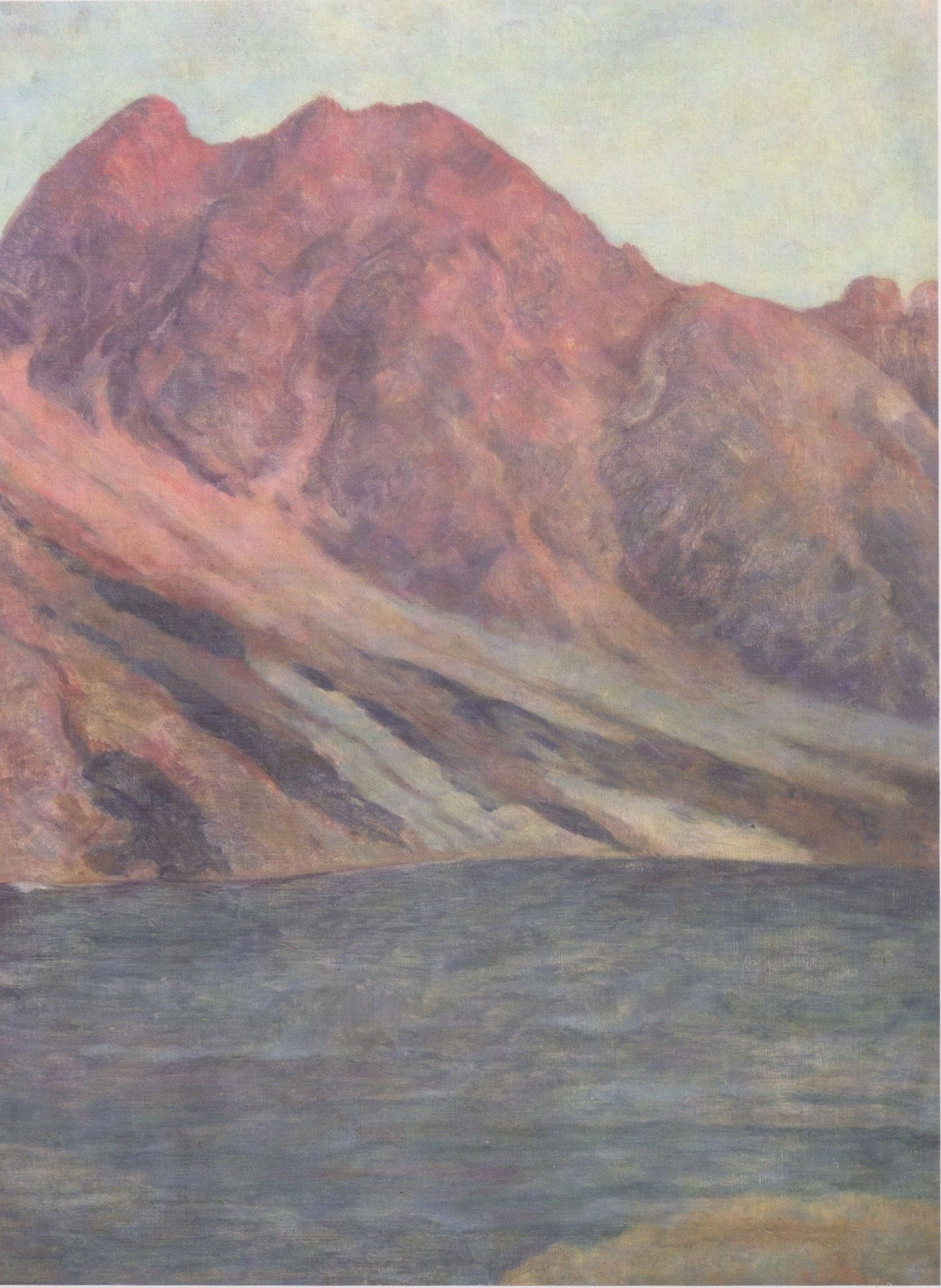
Black Lake 1907
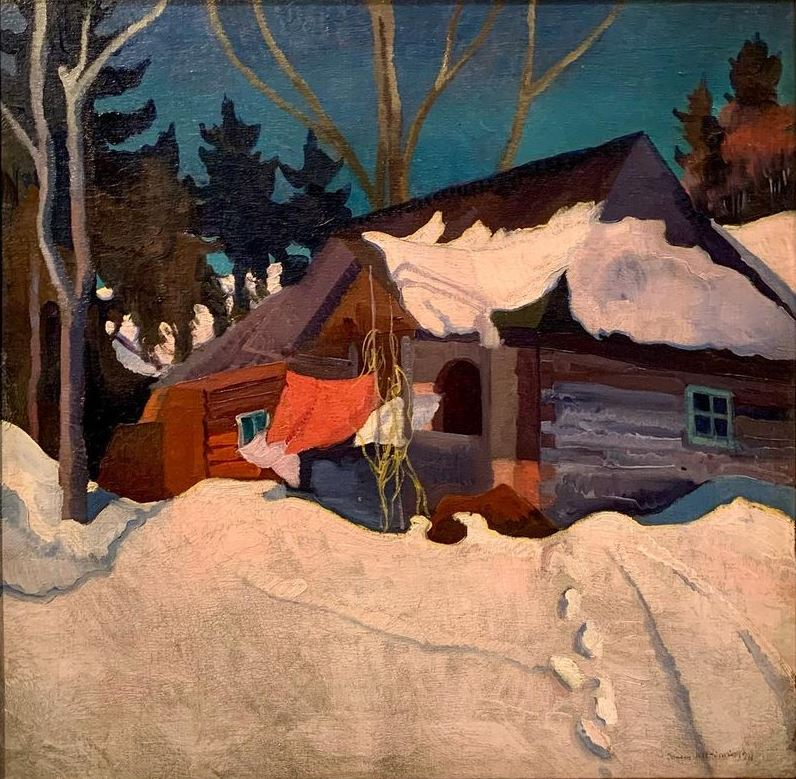
Winter Landscape at Zakopane after 1930
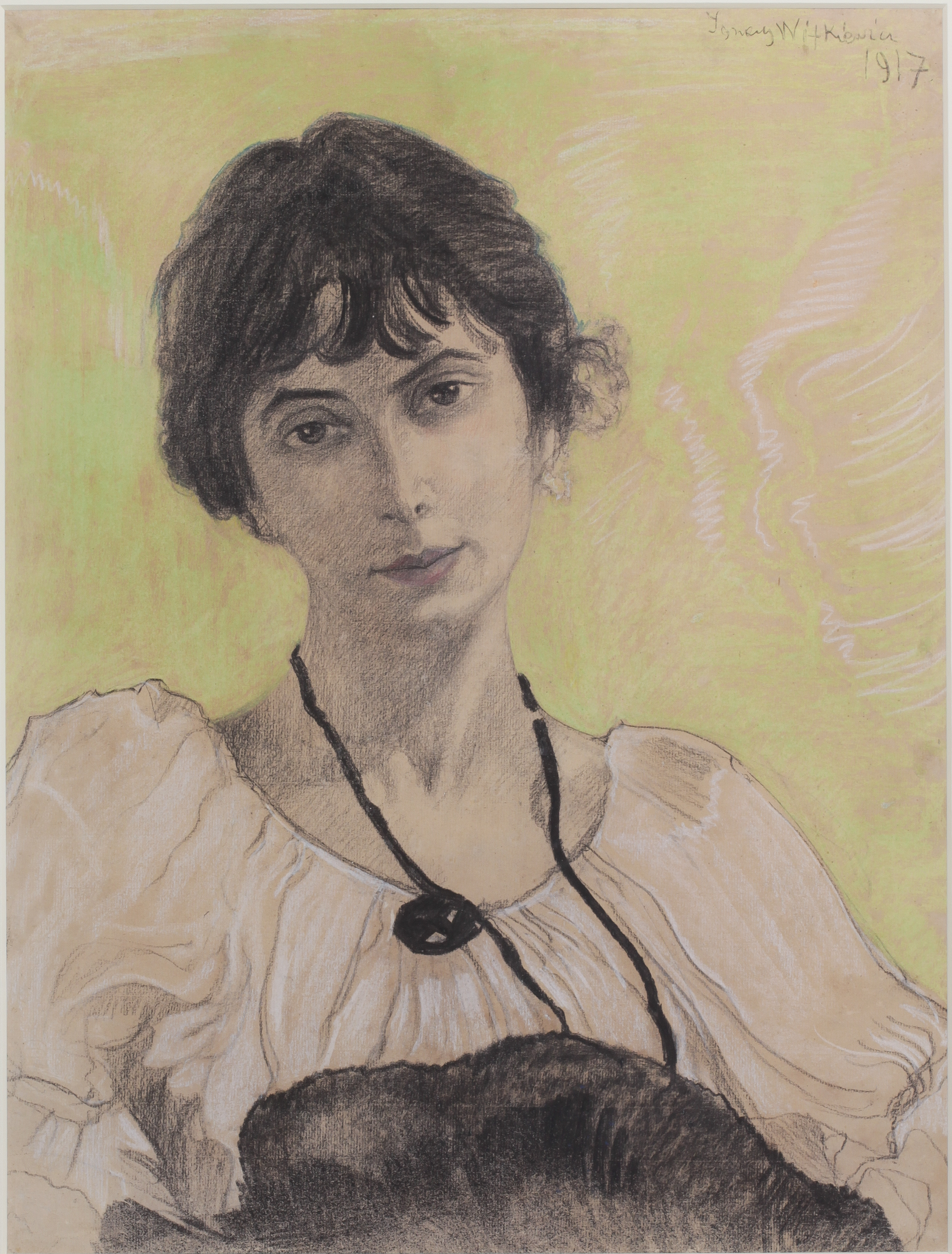
Bronisława Wieniawa-Długoszowska 1918
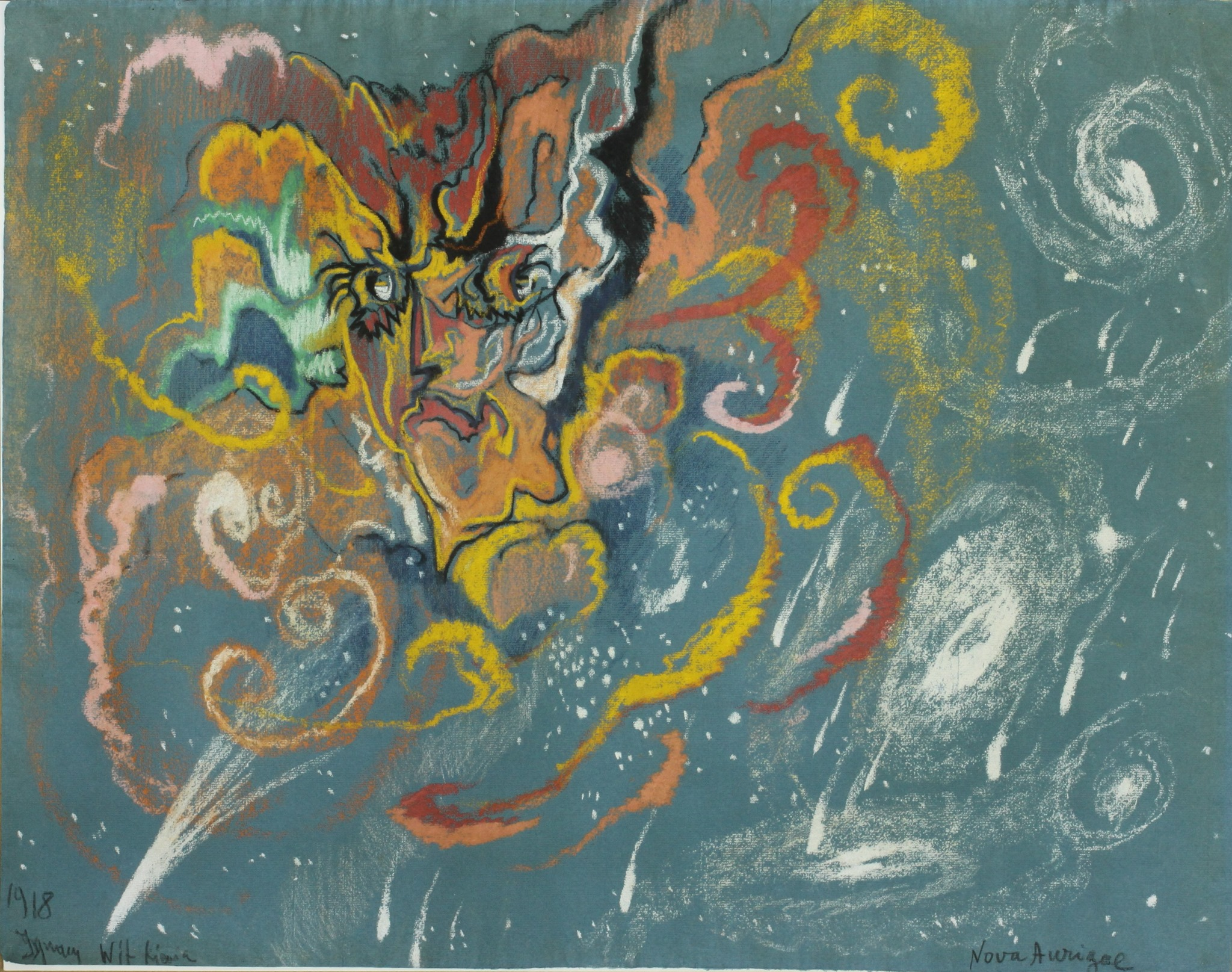
Nova Aurigae 1918
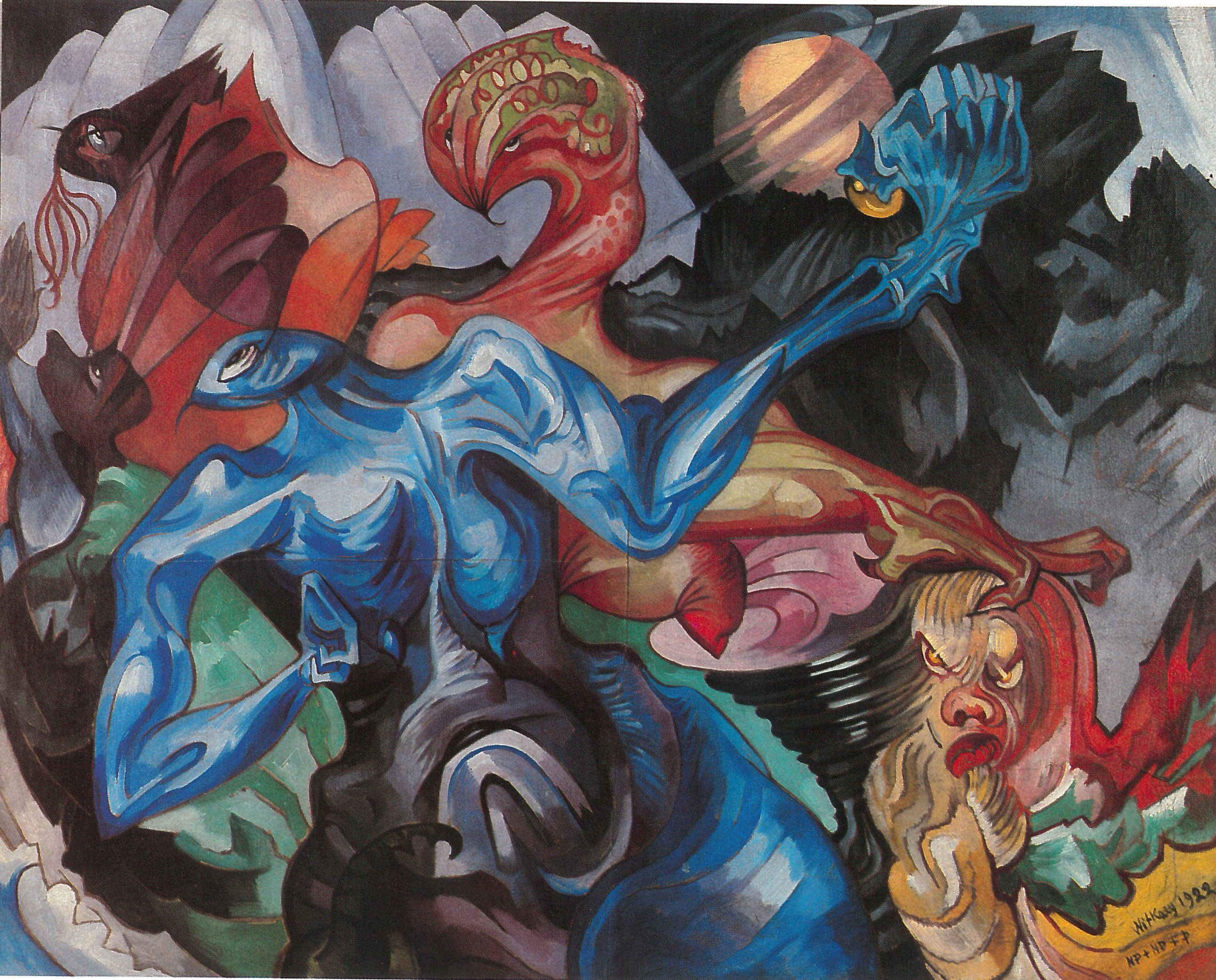
Composition 1922
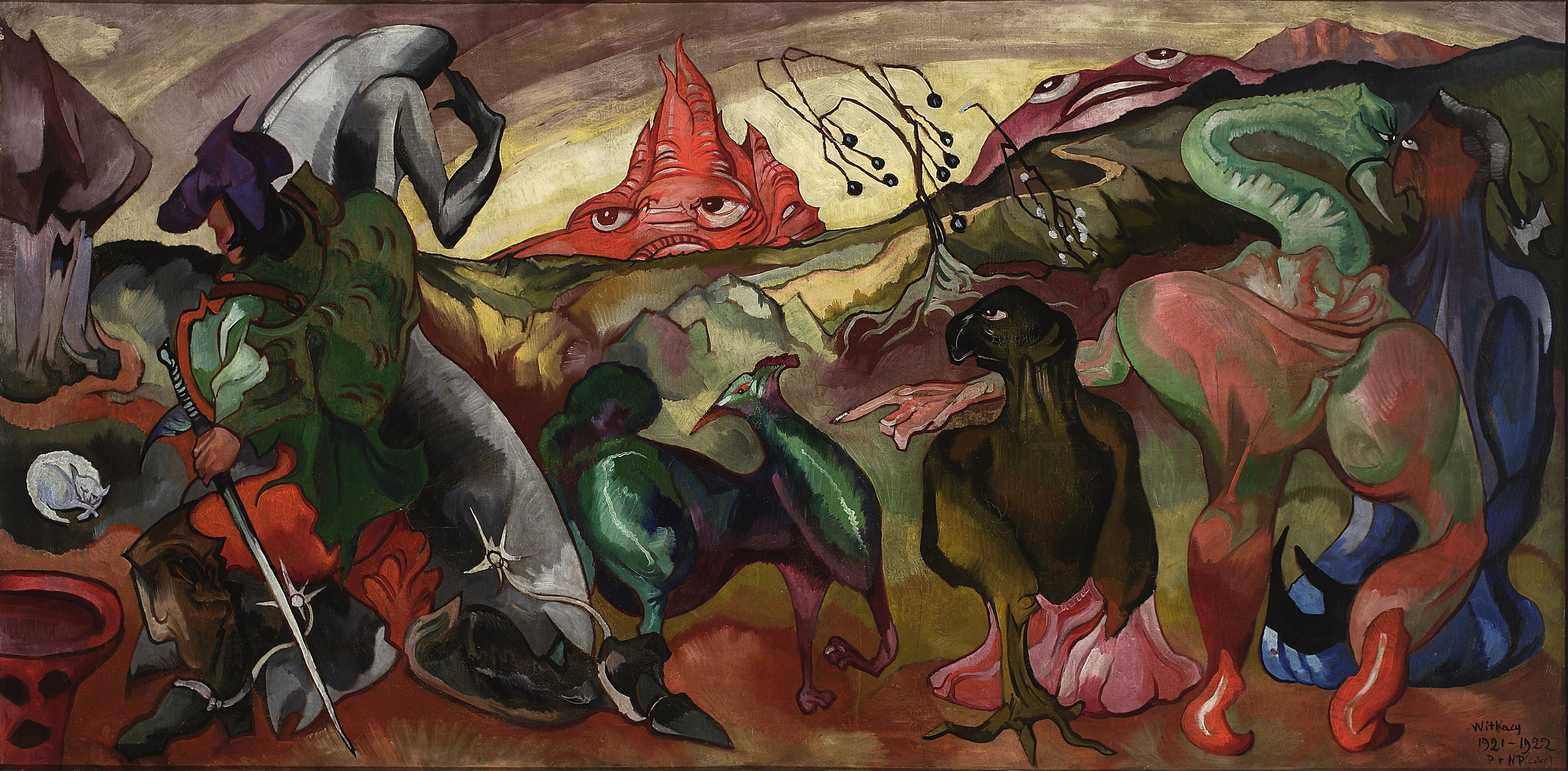
Fantasy - Fairy-tale 1922
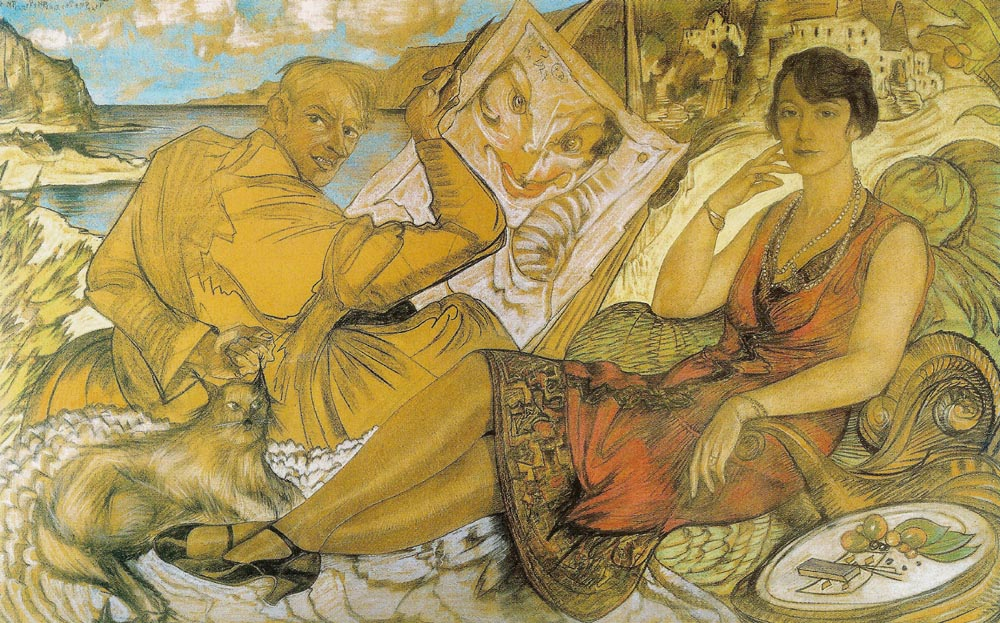
Self-portrait with Mrs. Maryla Grosmanowa 1927
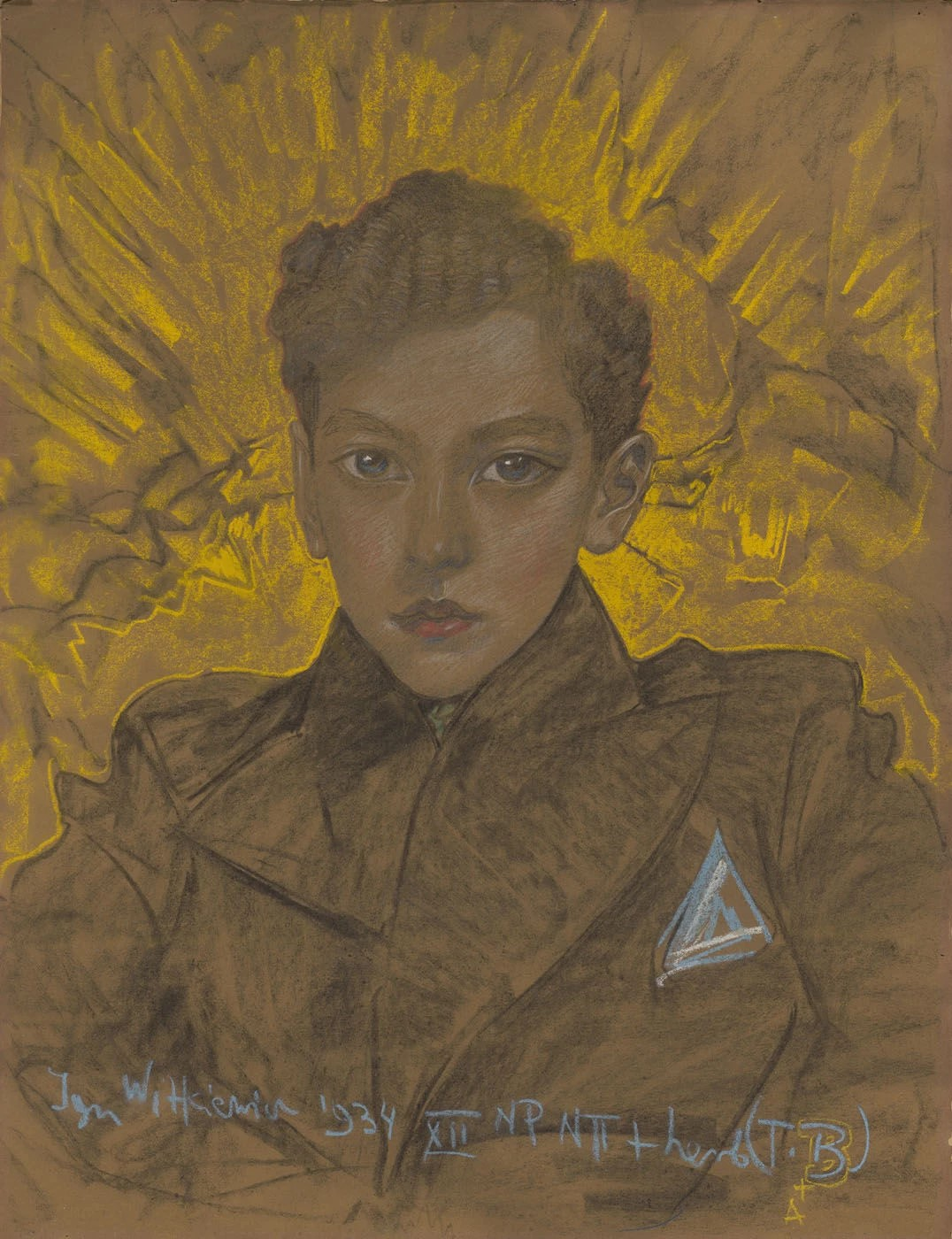
Portrait of a boy 1934
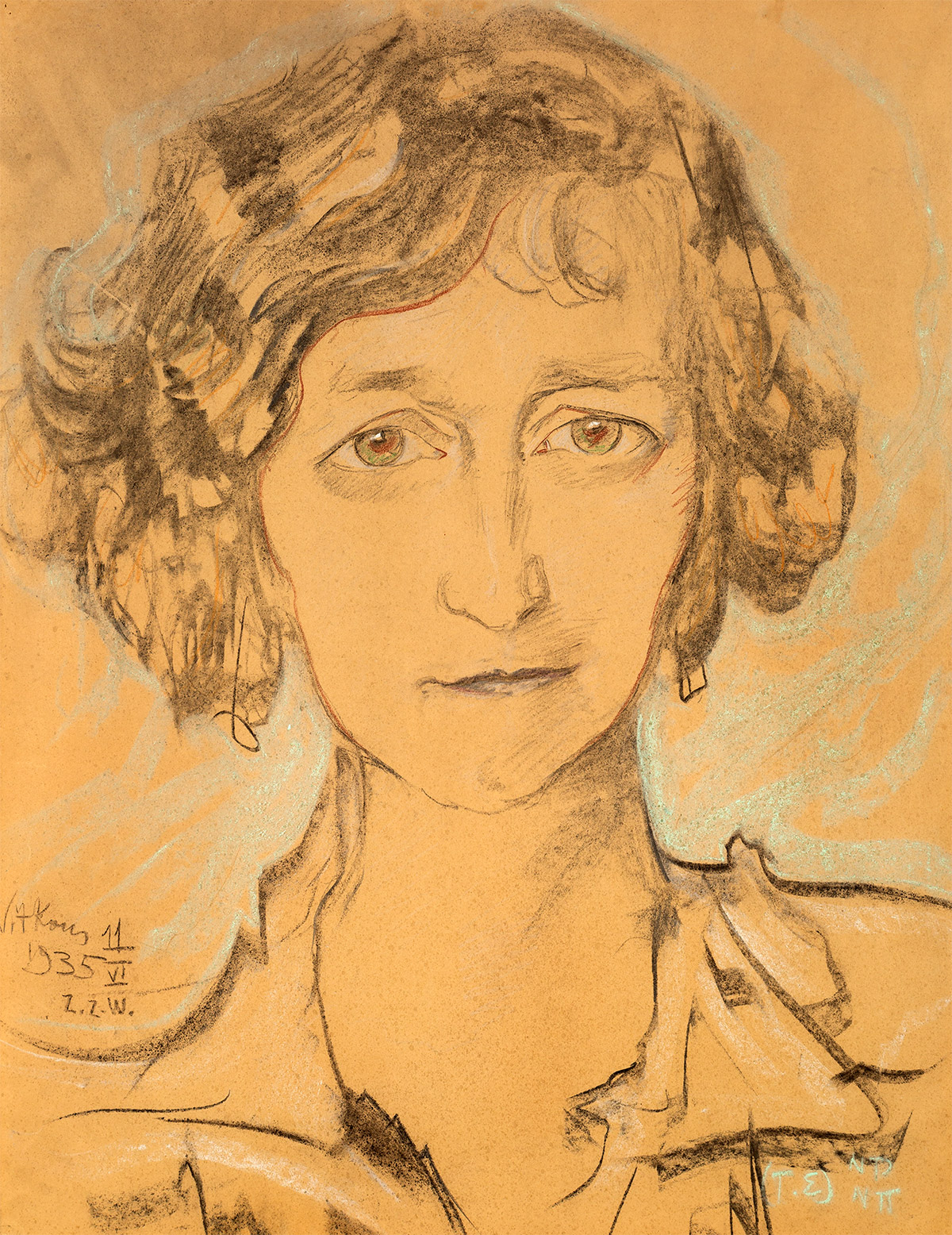
Zofia Romer 1935
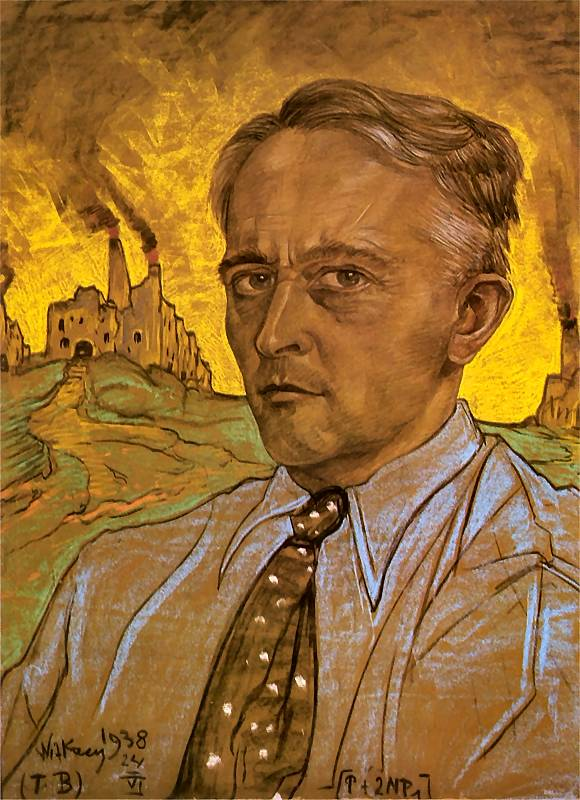
Self-portrait
1938